# Procambarus barbatus
Procambarus barbatus är en kräftdjursart som först beskrevs av Faxon 1890.  Procambarus barbatus ingår i släktet Procambarus och familjen Cambaridae. IUCN kategoriserar arten globalt som livskraftig. Inga underarter finns listade i Catalogue of Life.